# Квемо-Болниси
Квемо-Болниси (Кяпанакчи) (груз. ქვემო ბოლნისი, азерб. Kəpənəkçi) — село Болнисского муниципалитета, края Квемо-Картли республики Грузия со 100%-ным азербайджанским населением. Находится в юго-восточной части Грузии, на территории исторической области Борчалы. Является вторым после Талавери селом по численности населения в Болнисском муниципалитете.

## История
Согласно одной из версий, топоним села связан с названием ветви Кяпан (азерб. Kəpən), тюркского огузского племени Печенег (азерб. Pəçənəq). Местные жители, наряду с «Кяпанакчи», используют и второе название села — «Болус-Кяпанакчи» (азерб. «Bolus-Kəpənəkçi»).

## Изменения топонима
В 1990—1991 годах, в результате изменения руководством Грузии исторических топонимов населённых пунктов этнических меньшинств в регионе, название села Кяпанакчи («азерб. Kəpənəkçi») было изменено на его нынешнее название — Квемо-Болниси.

## География
Село находится на берегу реки Болнисисцкали, в 6 км от районного центра Болниси, на высоте 600 метров от уровня моря.
Граничит с городом Болниси, поселком Казрети, с селами Болниси, Ванати, Хатиссопели, Зварети, Ратевани, Шуа-Болниси, Самцевриси, Мушевани, Кианети, Джавшаниани, Квеши, Дзвели-Квеши, Акаурта, Поцхвериани, Гета, Дзедзвнариани, Рачисубани, Самтредо и Чапала Болнисского Муниципалитета.

## Население
По данным Государственного статистического комитета Грузии, согласно официальной переписи 2002 года, численность населения села Кяпанакчи составляла 6766 человек и на 100 % состояла из азербайджанцев.

### Беженцы из Абхазии
В селе проживают около 20 семей беженцев из Абхазии, переселившихся сюда в 2008 году. Каждая из этих 20 семей, несколько лет назад была наделена земельным участком размером 3300 м² на правах владельцев. При этом беженцы освобождены от оплаты счетов за коммунальные услуги.

## Общие сведения
В апреле 2025 года в селе была открыта азербайджанская воскресная школа. В школе преподают азербайджанский язык.

## Экономика
Население в основном занимается овцеводством, скотоводством и овощеводством.

## Достопримечательности
- Мечеть[15]
- Болнисский Сион — древнейший грузинский храм V века в форме базилики.[16]
- Средняя школа — была построена в 1917 году[7][17]
- Начальная школа Талыблы[7]
- Начальная школа Гешмехле[7]

## Известные уроженцЫ
- Зелимхан Ягуб — поэт, депутат Милли Меджлиса Азербайджана[18]